# Julien Baker
Julien Rose Baker (Memphis, 29 september 1995) is een Amerikaanse singer-songwriter. Ze is lid van de band Forrister, vroeger onder de naam The Star Killers. In 2015 bracht ze haar debuutalbum Sprained Ankle uit op 6131 Records, dat enthousiast werd onthaald door zowel pers als publiek. Ook is ze lid van de Amerikaanse indieband boygenius, samen met Phoebe Bridgers en Lucy Dacus.

## Biografie
Baker werd geboren in een gelovig gezin in Memphis maar zou opgroeien in Bluff City. Door naar de kerk te gaan kwam ze veel met muziek in contact en wilde ze zelf muziek gaan maken. Ze hing in haar puberteit veel rond bij Smith 7, een organisatie in Memphis die allerhande concerten organiseerde die substantie-vrij zijn, dus waar er geen alcohol of drugs wordt geconsumeerd. Hier ontstond haar muzikale smaak en fascinatie voor punk. Ze leerde muziek spelen op de gitaar van haar vader en niet veel later startte ze de band The Star Killers. Ze studeerde eerst geluidstechniek aan het Middle Tennessee State University, maar veranderde naar een lerarenopleiding omdat dit haar meer lag. Ze heeft altijd al een fascinatie gehad voor leraars en de opleiding geluidstechniek duwde haar in een té technische hoek en dit kwam haar muziek niet ten goede. Deze opleiding volgt ze anno 2016 nog steeds.

### Forrister
In het middelbaar start Julien met een paar vrienden de punkband The Star Killers. De band kende maar matig succes maar bracht desondanks toch twee albums uit op Bandcamp. Ze moesten noodgedwongen hun naam veranderen omdat er al een band was die de naam The Star Killers had en die band om een naamsverandering vroeg. Ze veranderden hun naam in daarna in Forrister. De band bestaat nog steeds en treedt nog sporadisch op.

### Solo
Baker besloot om naast Forrister ook zelf muziek te schrijven. Het was eerst niet de bedoeling om er een echt project van te maken, want ze schreef het merendeel van haar nummers gewoon op haar kot als uitlaatklep voor haar gevoelens. Ze publiceerde een verzameling van nummers die ze had opgenomen in de studio van de universiteit op Bandcamp. Hierna werd ze benaderd door 6131 Records, ze tekende bij hun en bracht het album dit keer ook op cd en gelimiteerd geel vinyl uit. Hierop volgde enkele tours langs zowel de westkust en de oostkust van de Verenigde Staten, hierna toerde ze ook door Europa. Het was de eerste keer dat Baker buiten de Verenigde Staten kwam, ze speelde zowel in clubs als op grote festivals zoals Primavera Sound.
Ze heeft nog geen plannen geuit maar ze speelt wel regelmatig nieuwe nummers en covers.

### Persoonlijk leven
Baker is lesbisch en komt hier ook openlijk voor uit. Ze heeft al verschillende keren in interviews gesproken over haar geaardheid en hoe ze dit combineert met haar christelijke geloofsovertuiging. Ook is Baker fan van de fastfoodketen Dunkin' Donuts, zo extreem zelfs dat ze een tatoeage van een donut op haar linker kuit heeft laten zetten.

### Optredens in België en Nederland
Sinds 2016 heeft Baker verschillende keren in België en Nederland opgetreden. Ze speelde onder andere op de festivals Best Kept Secret, Crossing Border (Nederland) en Les Nuits Botanique (België) en trad op in een aantal zalen.

## Thematiek
De thematiek van Baker haar muziek is vaak heel donker, haar nummers handelen over thema's zoals zelfmoord, alcoholverslaving, drugsverslaving, de dood, mislukken, mensen keer op keer teleurstellen. De inspiratie haalt ze uit haar eigen leven, zo heeft ze zelf een drugprobleem gehad.

## Discografie
- Sprained Ankle (2015)
- Turn Out the Lights (2017)
- Little Oblivions (2021)